# Aeroportul Regional St. George
Aeroportul Regional St. George (IATA: SGU, ICAO: KSGU, FAA LID: SGU) este un aeroport din Comitatul Washington, Utah, Utah, Statele Unite ale Americii ce deservește zona St. George⁠(d). Aeroportul a fost tranzitat în 2019 de 204.594 de pasageri. A fost numit după zona deservită.
Situat la o altitudine de 879 m, aeroportul dispune de 1 pistă.

## Infrastructură

### Piste
Aeroportul dispune de o singură pistă. Pista 01/19 are suprafața de asfalt și dimensiunile 9.300 picioare × 150 picioare. 